# 石川賢 (漫画家)
石川 賢（いしかわ けん、KEN ISHIKAWA、本名：石川賢一、1948年6月28日 - 2006年11月15日）は、日本の漫画家。栃木県那須郡烏山町（現・那須烏山市）出身。血液型はAB型。
代表作に『ゲッターロボ』、『魔獣戦線』、『虚無戦記』、『極道兵器』などがある。バイオレンス描写をメインに、スペースオペラ、ヒーローロボット、時代劇・忍術、任侠、ゴルフなど多岐にわたる主題を扱った。

## 経歴

### アシスタント期
高校卒業後の1969年、永井豪のアシスタントとしてダイナミックプロに入社する。永井は、「弟子などと思ったことは一度もない。戦友であり、友であり最大の味方である」と語っている。また「デビュー前から知り合っていたら、藤子不二雄先生みたいになっていたかも知れない。」とも語っている。
『ハレンチ学園』『あばしり一家』『ガクエン退屈男』などに参加。これらのアシスタント活動と並行し永井豪と本名の石川賢一の連名で、事実上のデビュー作となる連載作品『学園番外地』（『少年画報』1969年9月8日号 - 1970年9月22日号）や『さすらい学徒』（『まんが王』1970年1月号 - 5月号）を発表する。
さらに単独デビュー作品『それいけ!コンバット隊』を『別冊少年ジャンプ』1970年1月号に発表、同誌には継続して『野ざらし同盟』などの連載や短編作品を1971年まで発表する。同年ダイナミックプロより独立。

### 独立作家期
1972 - 1973年は『どろりーマン』、『旅ぐれ』などを発表しつつ、コミカライズ作品として石森章太郎原作映像作品の『変身忍者 嵐』や『キューティーハニー』も発表する。また、『週刊少年サンデー』では円谷プロダクション作品『ウルトラマンタロウ』のコミカライズも手掛ける。
またこの時期、永井豪とダイナミックプロ原作・東映動画制作のアニメ作品の敵キャラクターデザイナーを担当。

### ダイナミックプロ復帰
1974年、ダイナミックプロに正式復帰。当時、永井豪は東映動画とのコンビネーションで『デビルマン』『キューティーハニー』『マジンガーZ』『ドロロンえん魔くん』と立て続けにヒットを飛ばしていた。『えん魔くん』後番組として東映動画から発注されたロボット作品『ゲッターロボ』にまで手が回りきらない状況だったため、永井は石川に『ゲッターロボ』共同原作とともにメインキャラ・ロボットのデザインも依頼、あわせて石川の手によるマンガ版の連載も『週刊少年サンデー』にて始まる。主人公ロボット・ゲッター1の特異な亀甲顔は石川の独創により、ゲッター2・3は永井豪がゲットマシンをベースにデザインを起こしている。
これ以後、石川はダイナミックプロ所属作家として『魔獣戦線』や辻真先原作の『勝海舟』『沖田総司』『聖魔伝（セイントデビル）』などを発表する。

### 1980年代
1970年後半から1980年代前半は、SF作品『伝説シリーズ』『5000光年の虎』を『リュウ』（徳間書店）に発表しつつ、『サザンクロスキッド』（高千穂遥原作）『宇宙長屋』『5001年ヤクザウォーズ』（原作・永井泰宇）『ザ・ジョークマン』『雀鬼-2025』など青年誌にも継続して作品を発表。
1987年初頭には角川書店ヤマトコミックスでの描き下ろしで『魔界転生』を発表。続いて『虚無戦史MIROKU』（『月刊少年キャプテン』）、『魔空八犬伝』（『月刊ベアーズクラブ』）などを発表。これらの作品群に共通して登場していた不定形の怪物は「ドグラ」という名前を与えられた。

### ゲッターロボ號
1990年代に入ると合体ロボットアニメ作品『ゲッターロボ號』が企画され、石川の筆による漫画版も『少年キャプテン』誌にて連載が開始された。この漫画版は、旧作とつながりのないアニメ版とは異なり前作の続編として執筆された。
漫画版ではアニメ版の主役ロボットの他にも新たな主役ロボットが登場したが、これは作中では「本当のゲッターロボ」「ゲッターロボ」とだけ呼称され正確な識別名称は語られていない。後のこのロボットは「真ゲッターロボ」としてゲーム『スーパーロボット大戦シリーズ』に登場した。

### 石川選集
その後、時代劇『リストラ武士道』（原作・邑祭誠）やバイオレンス作品『極道兵器』などを経て、1999年にはデビュー30周年を迎え『石川選集』シリーズが企画された。これは『ゲッターロボサーガ』（全12巻）と「ドグラ」もの連作をまとめた『虚無戦記』（全7巻）が両輪となって交互に出版され、その合間に他の代表作も組み入れられる構成だった。
2000年代に入ると主に時代劇を採り上げ、『柳生十兵衛死す』（原作・山田風太郎）や『マンガ 神州纐纈城』（原作・国枝史郎）全4巻などの原作物とともに、『武蔵伝 〜異説剣豪伝奇〜』『〜戦国忍法秘録〜 五右衛門』といったオリジナル作品も発表した。

### 死去
2006年11月15日夜、甲府市のゴルフ場での宴会中に倒れ、急性心不全で死去した。58歳没。『〜戦国忍法秘録〜 五右衛門』第六回（リイド社『コミック乱ツインズ』2007年1月号掲載）が絶筆となる。

### その他
ハレンチ学園には石川リポーターというキャラクターやあばしり一家などには悪馬尻五ェ門というキャラクターが登場するが、これらは石川自身がモデルとなっている。

## 主な作品タイトル

### ゲッターロボサーガ
以下作品は、全て永井豪との共作である。
- ゲッターロボ
- ゲッターロボG
- ゲッターロボ號
- 真ゲッターロボ
- ゲッターロボ アーク

### 『虚無戦記』に編入された作品
- 虚無戦史MIROKU
- 新羅生門
- 忍法・本能寺 果心居士の妖術
- 5000光年の虎
- ドグラ戦記
- 次元生物奇ドグラ
- 邪鬼王爆烈
- スカルキラー邪鬼王

### 魔獣戦線シリーズ
- 魔獣戦線
- 真説 魔獣戦線

### オリジナル作品
- それいけコンバット隊 - デビュー作。
- 学園番外地（1969年） - 永井豪と共作
- さすらい学徒（1970年） - 永井豪と共作
- トックン輸送隊（1973年）
- ボインパイヤー（1974年） - 『バンパイヤ』のパロディ。
- リョコー少年団（1975年）
- 花の天誅組(1975年）
幻六郎名義で永井豪、真樹村正、安田達矢、蛭田充、桜多吾作、小山田つとむ、団龍彦、はまだよしみらと共作
- まみむめ悶々荘（1978年）
- 特別非道捜査隊（1978年）
『特別機動捜査隊』のパロディ。『ドーベルマン刑事』のパロディもあり。
- フィーバートラベル団（1979年）
- 自来也忍法帖（1981年）
- ブルーベリードール（1985年）
セクサロイドが性的な悩みを解決してくエロコメディ。
- 伊賀淫花忍法帳
- 桃太郎地獄変
- 宇宙長屋
- ザ・ジョークマン
- 怪物宇宙船 オリオンの虎
過去・現在・未来を通じて宇宙全域全次元を舞台にしたSF作品。
- ナイスとりぷるボギー
ゴルフギャグ漫画。 廣済堂出版 1986年刊
- 魔空八犬伝
- 雀鬼-2025
短編集。表題作の他、『バトル・ウルフ 雀鬼-1999』『ジャンキック』『昭和極道打ち』『仁義なきコンペ』『怪物伝』の全6編を収録。収録作の内、4作が麻雀を題材とした作品。
- 時空間風雲録
- 邪鬼王学園
- 新兵衛解体記 妄霊変化
徳間書店「ヤング・キャプテン」創刊号に掲載された読切漫画。
- 恐竜アーミーおたすけ隊
- 爆末伝
- 烈風!!獣機隊二〇三
明治37年（1904年）の日露戦争を舞台に、田村少佐率いる特殊部隊の活躍を描いた作品。全1巻。
- 回天 ‐幕末銃剣士‐
- 極道兵器
- 禍 -MAGA-（シナリオ協力：若桑一人）
- セイテン大戦フリーダーバグ（協力：キタロー[4]）
- 暗殺鬼フラン衆伝 ユーラシア1274
元寇の時代を舞台に、フビライ・ハン率いる蒙古の軍勢と、日蓮率いる腐乱衆の戦いを描く。全1巻。
- 超護流符伝ハルカ
ゴルフ専門誌の週刊パーゴルフ別冊「コミックビッグゴルフ」に連載されたSFゴルフ漫画。全1巻（学習研究社、2005年刊）
- 武蔵伝 〜異説剣豪伝奇〜
- 〜戦国忍法秘録〜 五右衛門
リイド社の雑誌『コミック乱ツインズ』で連載。本作品連載中に石川賢が急逝したため、事実上の遺作となった。全1巻。

### 原作付き作品
- 聖魔伝（セイントデビル）（原作：桂真佐喜）
- 勝海舟（原作：辻真先）
- サザンクロスキッド（原作：高千穂遥）
- 5001年ヤクザウォーズ（原作：永井泰宇）
- 風魔孤太郎（原作：牛次郎）
- 人斬り以蔵綺譚 昭和幕末記（原作：二宮博彦）
- 快傑シャッフル（原作：高円寺博）
- サムライたちの明治維新（原作：壮野睦）
『リストラ武士道』と『異邦人 サムライたちの明治』を一冊の単行本に纏めたもの。『リストラ武士道』の原作は“邑祭誠”名義となっているが“壮野睦”同様、むらまつり誠の変名である。全1巻。
- 海皇伝（原作：桜井和生）

### コミカライズ作品
- 深海征服
「別冊少年チャンピオン」1973年9月号掲載。「劇画ロードショー」枠での映画のコミカライズ。
- 変身忍者 嵐（原作：石森章太郎）
- ウルトラマンタロウ（原作：円谷プロ）
「週刊少年サンデー」と「小学一年生」にてそれぞれ別のコミカライズを行った。2016年には双方のバージョンを完全収録した単行本が小学館より刊行されている。
- キューティーハニー（原作：永井豪）
- ドロロンえん魔くん（原作：永井豪）
- グレート対ゲッターG・空中大撃突（原作：永井豪）
- グレンダイザー対ダブル＝マジンガー（原作：永井豪）
大都社より発刊された単行本では「双魔人の恐怖」に改題。
- グレンダイザー対グレートマジンガー（原作：永井豪）
大都社より発行された単行本では「魔神の挑戦」に改題。
- アステカイザー（共作：永井豪）
- バトルホーク（共作：永井豪）
- マシンザウラー
永井豪名義で第1部のみ担当。
- ゴジラ対山田係長
アンソロジー『THEゴジラCOMIC』に収録された作品[5]。
- SAMURAI SPIRITS 島原天草邪神城攻略編（原作:SNK）
- 餓狼伝説 戦慄の覇王街（原作:SNK）
- マジンガーZ ミケーネ恐怖の遺産（原作：永井豪）
アンソロジー『スーパーロボットコミック マジンガーZ編』に収録され、後に『ゲッターロボ アーク』の単行本3巻（文庫版1巻）に再録された。『真マジンガー 衝撃! Z編』でも、一部本作の要素を取り扱っている（後述）。
- ネオデビルマン
複数作家によるトリビュートコミックス。石川賢の作品は1巻に収録。
- スーパーロボット烈伝（共作：永井豪）
マーミットの小合金シリーズに付属していた漫画作品で、『マジンガーZ』『グレートマジンガー』『UFOロボ グレンダイザー』『ゲッターロボ』『ゲッターロボG』『鋼鉄ジーグ』と、宇宙から飛来した破壊神バロンの戦いを描く。単行本は双葉社より発行され、後に小池書院から復刊された。全1巻。
- 英雄伝説（原作：半村良）
- 天と地と（原作：海音寺潮五郎）
- 羅生門（原作：芥川龍之介）
- 蜘蛛の糸（原作：芥川龍之介）
- トロッコ（原作：芥川龍之介）
- 芸夢E2（原作：川又千秋）
角川書店『狂走団』より。
- 魔界転生（原作：山田風太郎）
- 闇狩り師 九十九乱蔵（原作：夢枕獏）
- アーモンサーガ 月の御子（原作：夢枕獏）
夢枕獏の小説『印度怪鬼譚』シリーズを原作とした作品。
- 柳生十兵衛死す（原作：山田風太郎）
- マンガ 神州纐纈城（原作：国枝史郎）

### 挿絵
- ちぢむ家の秘密（著：ウィリアム・アーデン、訳：久米穣）
- 話すどくろの謎（著：ロバート・アーサー、訳：中尾明）
- もえる足あとの謎（著：M・キャレー、訳：土居耕）
- 銀グモの秘密（著：ロバート・アーサー、訳：中尾明）
- ゆうれい湖の秘密（著：ウィリアム・アーデン、訳：大野芳枝）
- もえる目の秘密（著：ロバート・アーサー、訳：久米穣）
以上6冊、偕成社より「ヒッチコックミステリー」として発売。
- 戦国自衛隊（著：半村良）
角川文庫より発売。名義は「永井豪とダイナミックプロ」となっている。
- 美貌戦記（著：青木弓高）
集英社スーパーファンタジー文庫より発売。
- 小説・極道忍者ドス竜（著：桜井和生）
エニックス文庫より発売。永井豪監督によるオリジナル特撮ビデオ作品のノベライズ。全1巻。
- スーパーロボット大戦（著：団龍彦）
挿絵以外に、作中に登場するオリジナルメカのデザインも担当している。全3巻。
- ゲッターロボ（著：たかしげ宙）
電撃文庫より発売。原作漫画版のノベライズだが、1巻が出版されたのみで未完。
- 真ゲッターロボ対ネオゲッターロボ（著：遠藤明範）
角川スニーカー文庫より発売。カバーイラストを担当（本文挿絵は鈴木藤雄・田中良）。同名のOVA作品のノベライズ。全2巻。
- 幕末二万マイル（著：まさきひろ）
暖流社より発売。カバーイラストを担当。

### 漫画原作
- ほとんどセーラ（作画：孝幸） - クレジットは第1話のみ
- 無敵少女ラミー（作画：平野俊弘） - OVA『破邪大星ダンガイオー』の原案
- 明日はツモろう（作画：村祭まこと） - いしかわ賢名義

### アニメ
- ドラゴンスレイヤー英雄伝説　王子の旅立ち（OVA版） - キャラクター原案
- サイボットロボッチ（共作：安藤豊弘） - 原作
- 真マジンガー 衝撃! Z編 16話「発掘!戦闘頭脳ケドラ!」
前述の短編漫画『マジンガーZ ミケーネ恐怖の遺産』を元にアニメ化している。

### ゲーム
- 第4次スーパーロボット大戦（制作：ウィンキーソフト、発売：バンプレスト） - 真・ゲッター2、真・ゲッター3デザイン[6]
- 新スーパーロボット大戦（制作：ウィンキーソフト、発売：バンプレスト） - オリジナルキャラクターデザイン
- スーパーロボットシューティング（制作、発売：バンプレスト） - プロメテウス、テュポーンデザイン

### 画集
- 石川賢画集
  1. 闘神
  2. 邪神
  3. 魔神
- Character's Art Collection ゲッターロボ GENERATION
- 石川賢画集 Collected Paintings KEN（復刊ドットコム）2018年

## 映画化
- 『極道兵器』（2011年）監督：坂口拓 / 山口雄大

## 関連出版物
- まんが秘宝 Vol.3 まんがチャンピオンまつり（洋泉社、1998年） - 石川のコミカライズ作品の紹介と描き下ろしの「ゲッターロボ がんばれ!ムサシ!!」（22ページ）を掲載。
- 荒野の出前もち 石川賢初期自薦ギャグ傑作選 1970 - 1973（講談社、2001年） - 11作品の選集。石川へのインタビューもあり。
- 石川賢の本 初期ギャグ傑作集 ボインパイヤー（リイド社、2007年）- 1969年から1985年までの11作品を収録した選集。没後に出版。
- 石川賢マンガ大全（双葉社、2021年） - 「全記録」「完全ガイド」と銘打った解説・資料本。
- 激マン! - 永井豪の自伝的漫画。石川も登場している。